# Empresa individual

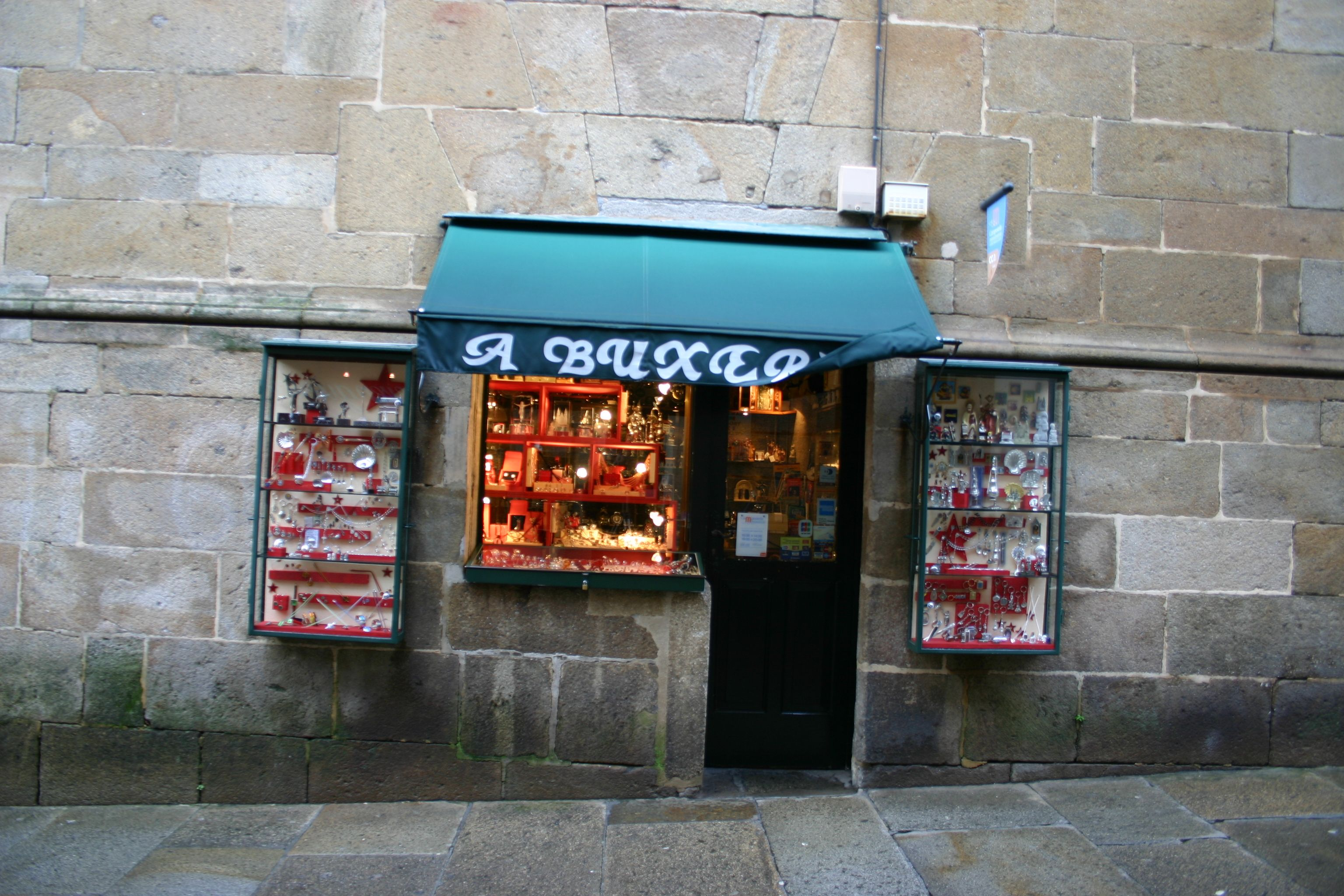
Esta sencilla tienda puede ser un ejemplo de empresa individual, así como el dueño recibe directamente las ganancias, si acumula deudas, debe responder con el patrimonio si es necesario.

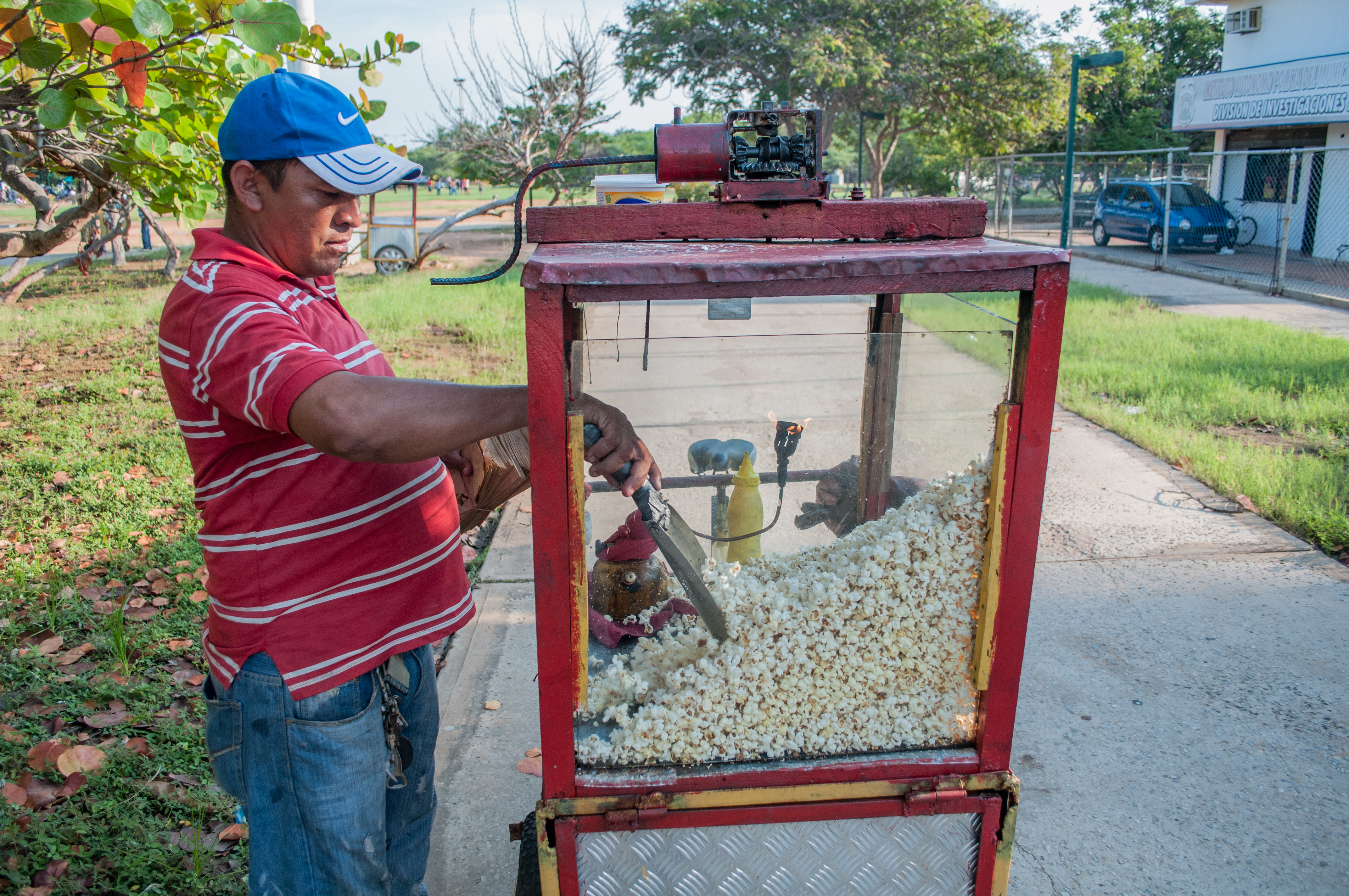
Vendedor de palomitas de maíz.

La empresa individual o firma unipersonal es aquella en la que el propietario es un solo individuo, que no tiene socios, y que se beneficia de las ganancias de la actividad productiva de su empresa, pero también asume las pérdidas ocasionadas aún a costa de su patrimonio.
El trabajador autónomo, trabajador independiente o empresario individual, es la persona física que realiza de forma habitual, personal y directa, una actividad económica a título lucrativo, sin sujeción a contrato de trabajo, y aunque eventualmente utilice el servicio remunerado de otras personas.

## Ventajas
Las principales ventajas de una empresa individual es que son fáciles de marchar.

## Desventajas
Una empresa individual no es una empresa organizada, por lo que un único comerciante probablemente tendrá dificultades para conseguir capital, ya que tiene que recuperar todos los fondos de la empresa. El propietario de la empresa tiene responsabilidad ilimitada ya que es responsable de las deudas de la empresa porque, probablemente no tiene control sobre el negocio, dado la dificultad que presenta el tenerlo.
Una desventaja de un propietario único es que como un negocio tiene éxito, los riesgos que acompañan el negocio tienden a crecer. Para minimizar estos riesgos, un solo propietario tiene la opción de formar una corporación o sociedad mercantil, o, más recientemente, una Empresa Individual de Responsabilidad Limitada (también denominada "autónomo de responsabilidad limitada").

## Regulación legal
En España la regulación principal es la Ley 20/2007, de 11 de julio, del Estatuto del Trabajo Autónomo.
Un tipo especial es el trabajador autónomo económicamente dependiente (TRADE).
En Brasil, la Empresa Individual de Responsabilidad Limitada es una figura legal que permite al empresario autónomo mantener un patrimonio separado del de la persona natural.
En Chile, es posible crear una empresa como persona natural, lo que permite a cualquier individuo realizar actividades comerciales bajo su propio nombre sin la necesidad de constituir una entidad legal independiente. Sin embargo, esta modalidad implica responsabilidad ilimitada, lo que significa que el empresario debe responder con su patrimonio personal ante cualquier deuda u obligación que adquiera. 
Para limitar dicha responsabilidad, es posible constituir una persona jurídica. Existen dos figuras legales disponibles: la Empresa Individual de Responsabilidad Limitada (EIRL) y la Sociedad por Acciones (SpA). Ambas pueden ser constituidas por un único propietario y ofrecen protección del patrimonio personal del empresario. No obstante, la SpA ha ganado popularidad entre los emprendedores chilenos debido a su mayor flexibilidad, especialmente en la incorporación de nuevos socios en el futuro, entre otras ventajas. 
En otros países como Venezuela, Colombia, etc. existe una figura laboral/legal de características similares a la española.  En Cuba reciben el nombre de cuentapropia los trabajadores que, por sus medios, desarrollan alguna actividad productiva o de servicios, con escasa aceptación del gobierno, quien rige el mismo mediante los decretos leyes: 254.255.256 y 257 del 2018 (efectivos a partir del 7 de diciembre de este mismo año)